# Jens Peick

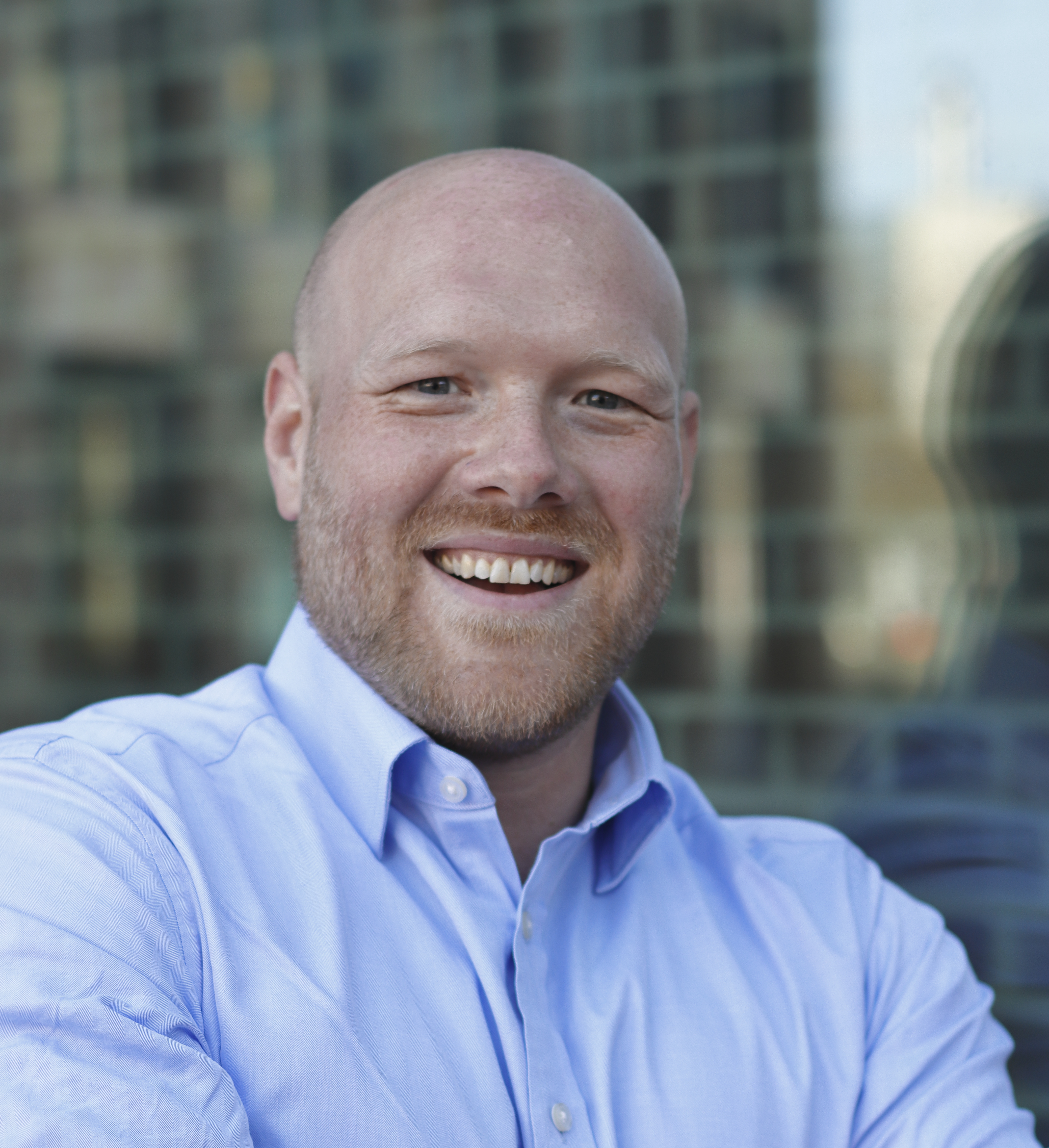
Jens Peick (2021)

Jens Peick (* 16. August 1981 in Castrop-Rauxel) ist ein deutscher Gewerkschafter und Politiker (SPD). Er ist seit Oktober 2021 Mitglied des Deutschen Bundestages und seit November 2021 Vorsitzender der SPD Dortmund.

## Leben
Peick wuchs im Dortmunder Stadtteil Kirchlinde auf. Sein Vater war Schlosser im Chemiewerk und seine Mutter arbeitete in einem Gardinengeschäft im Stadtteil Lütgendortmund. Nach dem Besuch des Gymnasiums, seinem Abitur 2001 und dem Zivildienst, entschied er sich für ein duales Studium bei der Stadt Dortmund, das er 2005 mit der Prüfung als Diplom-Verwaltungswirt (FH) abschloss. Im Anschluss war er in verschiedenen Bereichen der Stadtverwaltung Dortmund tätig, zunächst als Arbeitsvermittler im Jobcenter, danach als Vorsitzender der Jugend- und Auszubildendenvertretung und schließlich als Mitarbeiter im Büro der Oberbürgermeister Gerhard Langemeyer, Ullrich Sierau und Thomas Westphal. Von Januar 2021 bis zu dessen Schließung im Herbst 2021 hat er im Leitungsteam des städtischen Impfzentrums PHOENIX-West in Hörde gearbeitet.
Seit April 2025 ist Jens Peick verheiratet. In seiner Freizeit betreibt er den Kampfsport Ju Jutsu im Polizeisportverein Dortmund 1922 e.V. und spielt Gitarre in einer Bluesrock-Band.

## Politik
Peick trat 2000 in die SPD ein. Er ist seit 2002 Mitglied des Unterbezirksvorstandes der SPD Dortmund und war von 2014 bis 2021 dessen stellvertretender Vorsitzender. Am 20. November 2021 wurde er als Nachfolger von Nadja Lüders zum Vorsitzenden des Unterbezirks gewählt.
2020 wurde Jens Peick von den Beschäftigten des Klinikums Dortmund gebeten, die Stelle als Arbeitsdirektor zu übernehmen. Entgegen dem Vorschlag der Arbeitnehmervertreter und einer positiven Entscheidung im Aufsichtsrats des Klinikums legten sich die Ratsfraktionen von CDU, Grünen und FDP vor der Abstimmung im Rat der Stadt Dortmund fest, Jens Peick die Zustimmung zu verwehren. Hierauf zog er seine Kandidatur als Arbeitsdirektor zurück.
Bei der Bundestagswahl 2021 trat er als Direktkandidat im Wahlkreis 142 (Dortmund I) an und wurde mit 33,0 % der Erststimmen in den Deutschen Bundestag gewählt.
Zur vorgezogenen Bundestagswahl 2025 wurde Peick von der SPD Dortmund einstimmig erneut als Direktkandidat für den Bundestagswahlkreis Dortmund I aufgestellt (seit 2025 Wahlkreisnummer 141). Mit 30,6 % der Erststimmen verteidigte er das Direktmandat des Wahlkreises und zog erneut in den Deutschen Bundestag ein.
Seit Juni 2025 ist Peick Mitglied im Fraktionsvorstand der SPD-Bundestagsfraktion.
Jens Peick ist Mitglied im Ausschuss für Arbeit und Soziales und im Ausschuss für Wirtschaft und Energie.

## Mitgliedschaften
Peick ist seit 2002 Mitglied der Gewerkschaft ver.di und gehörte dem Bezirksvorstand Dortmund an. Des Weiteren war er Sprecher des Bezirksjugendvorstandes und Vorsitzender der DGB-Jugend Dortmund-Hellweg. Zudem ist Jens Peick Mitglied der SJD – Die Falken, des Forums DL21 e.V. und der Sozialdemokratischen Gemeinschaft für Kommunalpolitik (SGK), sowie des Fördervereins Dortmund-Marten und Germania e.V.